# Ceyzériat

Ceyzériat este o comună în departamentul Ain din estul Franței.